# Daniel Orädd
Daniel Orädd, född 15 juni 1894 i Helsingfors, död där 8 maj 1965, var en finländsk präst. 
Orädd arbetade 1924–1931 som sjömanspräst i Antwerpen och 1931–1934 som kyrkoherde i Maxmo, varefter han igen verkade som sjömanspräst i bland annat Rotterdam och Buenos Aires. Under andra världskriget tjänstgjorde han som präst vid kustbevakningen och flottan. han var 1944–1953 generalsekreterare för Finska sjömansmissionssällskapet och därefter komminister i Hangö till 1960. 
Orädd var en omtyckt och färgstark person som genom sitt okonventionella sätt gav upphov till många historier. Han utgav ett flertal betraktelseböcker med motiv ur sjömanslivet, bland annat Med lotsen ombord (1952), som närmast har karaktären av ett memoarverk. Han tilldelades prosts titel 1946.